# Futbol'nyj Klub Zirka
Lo Zirka (in ucraino Зірка?), conosciuto anche come Zirka Kropyvnyc'kyj, è una società di calcio di Kropyvnyc'kyj, in Ucraina e milita nel Campionato Amatoriale Ucraino, la quarta divisione del calcio ucraino.

## Storia
Il club è stato fondato nel 1911, con il nome di Elvorti Elizavetgrad, per poi mutare in Červona Zirka (Stella Rossa). Nel 1917 con l'avvento della prima guerra mondiale e della Guerra ucraino-sovietica, molte competizioni sportive non ebbero luogo e il club si dissolse. Le competizioni ricominciarono nel 1921 e una squadra formata da ex dipendenti della fabbrica Elvorti si ricongiunsero a Lyzavethrad.
Nel 1922 furono creati due nuovi club sovietici: Červona Zirka e Červony Profintern. Nel 1928 Červona Zirka cambiò il nome in Metalist Zinovyivsk e nel 1934 in Silmaš Kirove. Dopo il 1940 il club non partecipò a nessuna competizione a causa della seconda guerra mondiale. Tra il 1948 e il 1953 il club cambiò ancora denominazione, prima Traktor Kirovohrad e poi Torpedo Kirovohrad.
Nel 1958 il club, rinominato Zikra Kirovohrad, raggiunse nuovamente i livelli professionistici del calcio sovietico. Dal 1993 al 1997 il club portò il nome del suo sponsor NIBAS. Nel 2006 andò in bancarotta e si sciolse, ricominciando nel 2008 dalle divisioni amatoriali regionali come Olimpik Kirovohrad.
Nella stagione 2015-16 vince la Perša Liha e viene promosso dopo dodici anni in massima serie. L’avventura, però, nel massimo livello ucraino dura solo due stagioni, tornando nella Perša Liha al termine della stagione 2017-2018 conclusasi al terzultimo posto. Nel corso della stagione 2018-2019 viene ritirata dal campionato.

## Palmarès

### Competizioni nazionali
- Perša Liha: 3

1994-1995, 2002-2003, 2015-2016
- Druha Liha: 1

2008-2009

### Altri piazzamenti
- Coppa d'Ucraina:

Semifinalista: 1998-1999, 1999-2000
- Druha Liha:

Terzo posto: 1993-1994

## Organico

### Calciatori in rosa
Aggiornato al 1º febbraio 2019
| N. |                    | Ruolo | Calciatore            |
| -- | ------------------ | ----- | --------------------- |
| 7  | Ucraina (bandiera) | C     | Maksym Averyanov      |
| 9  | Ucraina (bandiera) | A     | Danylo Kondrakov      |
| 10 | Ucraina (bandiera) | C     | Ivan Rudnytskyi       |
| 14 | Ucraina (bandiera) | A     | Mykhaylo Bozdaganyan  |
| 15 | Ucraina (bandiera) | C     | Andriy Savitskyi      |
| 17 | Ucraina (bandiera) | C     | Artem Syomka          |
| 23 | Ucraina (bandiera) | D     | Oleksandr Matkobozhyk |
| 24 | Ucraina (bandiera) | C     | Kyrylo Pavliyk        |
| 29 | Ucraina (bandiera) | A     | Maksym Pryadun        |
| 37 | Ucraina (bandiera) | C     | Dmytro Nerubenko      |

| N. |                    | Ruolo | Calciatore          |
| -- | ------------------ | ----- | ------------------- |
| 41 | Ucraina (bandiera) | P     | Roman Lyopka        |
| 50 | Ucraina (bandiera) | D     | Oleksandr Duhiyenko |
| 74 | Ucraina (bandiera) | P     | Mark Medvedyev      |
| 77 | Ucraina (bandiera) | C     | Dmytro Kasimov      |
| 81 | Ucraina (bandiera) | A     | Oleksandr Tarasyuk  |
| 85 | Ucraina (bandiera) | C     | Mykyta Khodorchenko |
| 90 | Ucraina (bandiera) | C     | Ihor Lopushenko     |
| 93 | Ucraina (bandiera) | C     | Stanislav Pisaryev  |
| 96 | Ucraina (bandiera) | P     | Mykyta Zelenskyi    |
| 97 | Ucraina (bandiera) | D     | Maksym Konovalenko  |

### Rosa 2016-2017
| N. |                    | Ruolo | Calciatore              |
| -- | ------------------ | ----- | ----------------------- |
| 2  | Ucraina (bandiera) | C     | Yarema Kavatsiv         |
| 7  | Ucraina (bandiera) | C     | Andrij Mostovyj         |
| 8  | Ucraina (bandiera) | C     | Vladyslav Lupashko      |
| 9  | Ucraina (bandiera) | C     | Artem Schedryi          |
| 10 | Ucraina (bandiera) | D     | Oleh Dopilka            |
| 11 | Ucraina (bandiera) | C     | Andrij Bacula           |
| 12 | Ucraina (bandiera) | P     | Maksym Sidelnyk         |
| 15 | Ucraina (bandiera) | A     | Oleksiy Zbun            |
| 16 | Ucraina (bandiera) | C     | Borys Baranec'          |
| 17 | Ucraina (bandiera) | A     | Oleksandr Derebchynskyi |
| 18 | Ucraina (bandiera) | D     | Oleksandr Kucherenko    |
| 20 | Ucraina (bandiera) | C     | Dmytro Fateyev          |
| 21 | Ucraina (bandiera) | C     | Ihor Zahalskyi          |

| N. |                    | Ruolo | Calciatore                   |
| -- | ------------------ | ----- | ---------------------------- |
| 22 | Ucraina (bandiera) | C     | Hryhoriy Baranets            |
| 24 | Ucraina (bandiera) | D     | Ruslan Zubkov                |
| 27 | Ucraina (bandiera) | C     | Oleksandr Kochura (capitano) |
| 33 | Ucraina (bandiera) | P     | Pavlo Poshtarenko            |
| 37 | Ucraina (bandiera) | A     | Andriy Kushniryov            |
| 41 | Ucraina (bandiera) | P     | Roman Lyopka                 |
| 44 | Ucraina (bandiera) | P     | Jevhen Past                  |
| 50 | Ucraina (bandiera) | A     | Oleksandr Akymenko           |
| 55 | Ucraina (bandiera) | C     | Maksym Kovalyov              |
| 77 | Ucraina (bandiera) | A     | Oleksiy Chychykov            |
| 85 | Ucraina (bandiera) | C     | Serhiy Kernozhytskyi         |
| 90 | Ucraina (bandiera) | C     | Roman Popov                  |
| 99 | Ucraina (bandiera) | A     | Roman Loktionov              |